# Grande-Saline
Grande-Saline este o comună din arondismentul Dessalines, departamentul Artibonite, Haiti, cu o suprafață de 51,97 km2 și o populație de 21.131 locuitori (2009).